# 首爾有軌電車
首爾有軌電車（韓語：／서울電車）是1899年至1968年間在首爾（舊稱漢城或京城）市中心運營的有軌電車的總稱。日治時期亦稱京城府電車（韓語：／京城市電），光復後由京城電力株式會社（韓語：경성전기주식회사，現韓國電力公社）經營，故又稱京電電車（韓語：경전전차）或京電（韓語：경전）。

## 歷史
首爾有軌電車的歷史大致可分為大韓帝國初期（1899－1909年）、日本會社收購時期至日本佔領時期（1909－1945年）、光復後至廢止營運（1946－1968年）。

### 大韓帝國時期

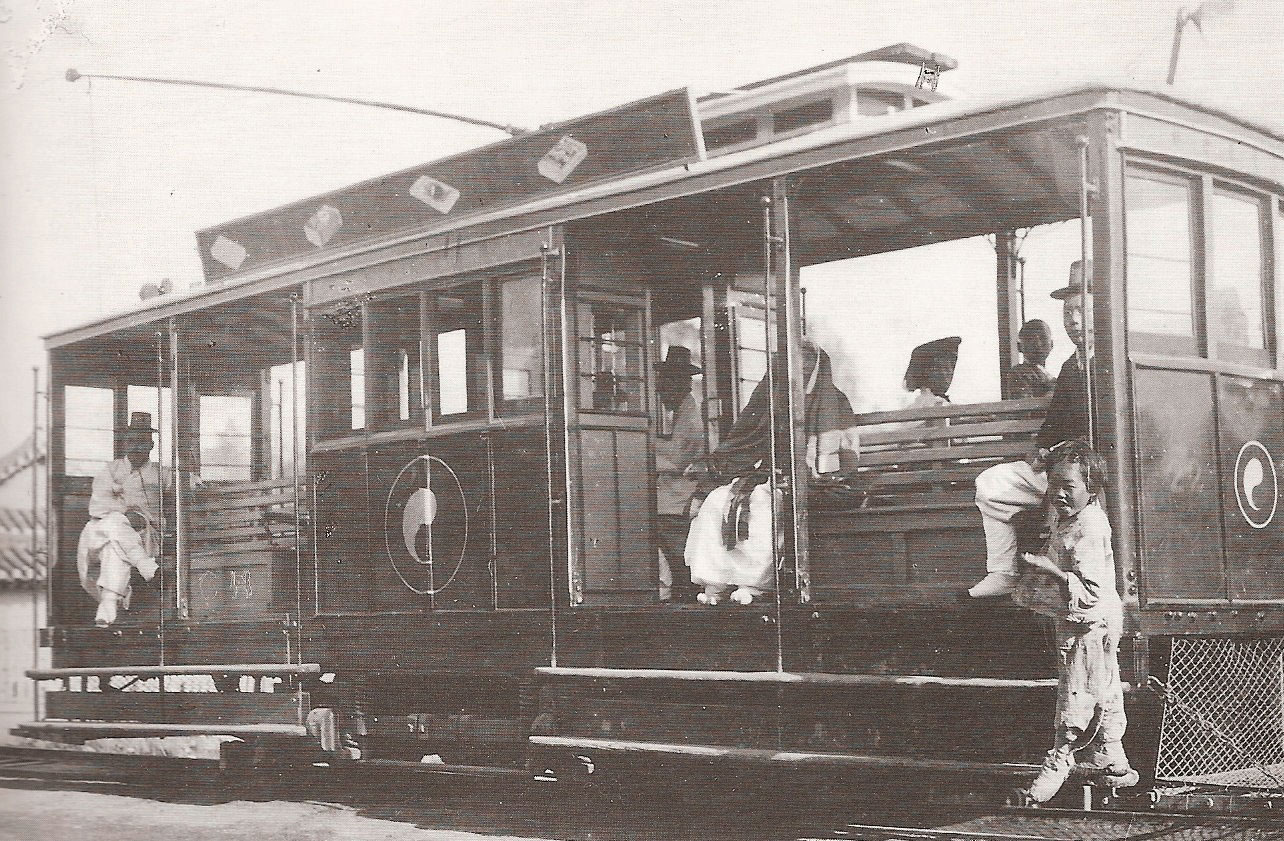
大韓帝國時期的首爾有軌電車，攝於1903年

建設首爾有軌電車是作為大韓帝國電力引進項目的附帶項目而進行的。1898年，來自美國的H. 科爾布蘭（H. Collbran）和H.R. 博斯特維克（H.R. Bostwick）獲得了京城（今首爾）地區的供電權，開設了漢城電氣會社（한성전기회사），作為主要電力來源，對鋪設進行了審查。在引進這樣一輛有軌電車的過程中，科爾布蘭等人說服了在洪陵巡行的高宗時，要多陪同大臣，可以用有軌電車解决財政浪費和不便，因此他們獲得了許可，甚至獲得了政府和皇室的投資。合同簽訂後，他們引進了日本工程師並開始施工，並鋪設了一條從西大門、鐘路、東大門到清涼里的5英里（約8公里）長的單線軌道和電纜。1898年9月15日下午4點，有軌電車開通儀式在興化門前舉行。
隨後，東大門內部安裝了一台75kW級直流600V發電機和一台100馬力蒸汽機，整車組裝工作順利進行。第一次試運行在1899年5月3日下午3點進行；1899年5月20日（農曆四月十一日），這項服務以開幕式開始。首爾有軌電車的開通是當時亞洲繼京都之後的第二條電車，也是第一條在首都圈建設的電車。
當時，該電車由8輛40座列車和1輛皇室專屬貴賓車組成，據說在開通時就受到了熱烈的歡迎。此外，據了解，城牆內的居民反應也非常好，以至於開放當天的運作都被打亂了。尤其是有些人忘記了生計，光只座著電車，而從當地到京城坐有軌電車的人也很多，所以據說破產的事情接二連三發生。當時，車長是從京都市的日本有經驗的員工中挑選出來的，並聘請了一名韓國人擔任副局長。車票分為頭等和三等，據說當乘客提出要求下車時，電車就停下來處理，沒有設置具體的停靠點。
然而，開通後的第10天，一名5歲的孩童在鐘路2街被電車撞死。 孩子的父親見狀，拔出斧頭衝到電車上，市民們紛紛加入，衝進了電車內。當時，城裡有關於電車引發乾旱的謠言，可想而知這引起了市民的反應激烈。售票員和車長得以逃脫，但電車被毀壞並且燒毀。 此後，其他電車也遭遇困境，車廠受到威脅。騷動很快平息，對於這次騷亂，朝野訓斥了負責人，並賠償了傷亡人員。然而，一名日本電車員工拒絕操作車輛，並建議持有手槍用於自衛，只有一名警察在場，並實施保管制度以保護失去親人的家人。但由於談判困難，日本員工集體辭職，導致停業五個月。相應地，漢城電氣會社迅速招募了8名美國車長和2名技工，並於9月底恢復運營。此後，電車事業由於開放式電車，無法阻擋寒風暴雨，座椅也像木椅一樣不方便，但由於快速方便，相當受歡迎，因此有人提出延長線路的要求。 開通當年，營運系統延長到南大門，次年（1900年）决定從南大門延長到舊龍山（구용산），開始施工、運行。特別是延長到舊龍山，從龍山港口到京城進行了貨物運輸。此後，西大門的延長，以及從南大門到西小門之間的乙支路的運行路線，但由於乘客不多，2到3年後被廢除。據了解，在延長路線的過程中，特別是西大門延長時，發生了與當時建設的京仁線的平面交叉問題，與日本方面展開了相當大的心理戰，但由於外交上的努力，盡早結束。此後，漢城電氣會社陷入資金困難，在美國的信託公司合資，光武8年（1904年）將其名稱改為韓美電氣會社（韓語：한미전기회사로）。
根據高承濟所著作的《高宗和韓美電氣會社》將當時的情況總結如下。1901年1月，漢城電氣會社作為緊急措施，開闢了利潤來源，將鐘路至南大門至龍山的有軌電車線路延長。隨著業務規模的擴大，不得不開闢引進外資的道路。因此，位於康乃狄克州米德爾塞克斯郡布魯克的金融公司「Empire Tristra」決定推出30萬美元的貸款。此次貸款的引入，是為了獲得高宗的戰略，卻給漢城電氣會社帶來了嚴重的變化。為了提供30萬美元的貸款，它必須符合美國公司的資格。於是，1904年，漢城電氣會社的名字消失了，韓美電氣會社誕生了。

### 日佔時期

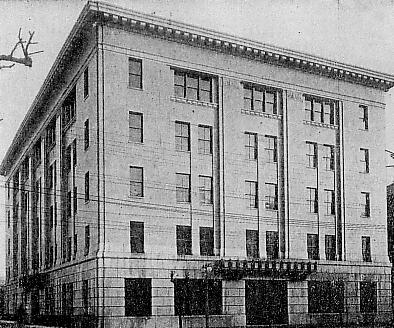
日佔時期的京城電氣會社大樓

韓美電氣雖然採取了合資等措施，但經營狀況未見好轉，在當時各種條約的背景下進入韓國，與日本財閥副社長澀澤榮一帶領的韓日瓦斯會社（일한가스주식회사）常務會議 ，無任何特別異議，批准了韓美電力會社的收購，並於1909年6月23日簽訂了買賣合同。
根據高承濟所著作的《高宗和韓美電氣會社》將韓美電力會社出售給韓日瓦斯會社的情況總結如下。當日俄戰爭爆發，日本對朝鮮的統治力日益增強的時候，當他們準備通過引入三十萬美元貸款來整頓管理體制時，在博斯特維克之後壟斷了公司經營權的科爾布蘭回到了日本。美國正開始想辦法把公司賣給日本方面。最後賣給了於1908年9月30日成立的韓日瓦斯會社。早在1908年10月31日，連韓國第一銀行董事長澀澤榮一掌門韓日瓦斯會社也擔任董事長，而取材站白黃基和監查站金時鉉的名字也只能在由以下人員組成的董事會中找到其餘9名成員。韓美電力會社出售給韓日瓦斯會社的銷售程序未在漢城進行。這是在日本國際港口橫濱的國際銀行美國銀行完成的。售價為70萬韓元，附帶條件是支付剩餘的25萬美元引進美國的貸款。日本人以韓日瓦斯會社為誘餌收購韓美電力會社，但事後看來，韓日瓦斯會社並不是一家由權東壽等韓國商人創立的會社。這只不過是一家尚未成立的會社，作為攔截設立許可證的一種方法，條件是潛伏在現在的韓國銀行大樓內的韓國銀行第一分行收回了貸款資金已經借出。在出售日本橫濱的韓美電力會社時，科爾布蘭甚至沒有通知高宗皇帝。（部分省略）聽到韓美電力被賣掉的消息，高宗非常大怒，說不知該道怎麼冷靜。於是，我打電話給日本宮內省副大臣小宮三保松，說：“科爾布蘭說他把韓美電力會社賣給韓日瓦斯會社，但我從未收到任何談判或報告，我把我的股票全部交給了科爾布蘭，這是怎麼回事？立即調查。”小宮三保松聽完大吃一驚立即發電報，並發了一份公文。出生於英國並移民美國的科爾布蘭，經美國逃往倫敦。
《日韓合併條約》一簽署，他們立即投入巨資，實現鐘路↔南大門↔東子洞雙向軌道和鍾路↔東大門雙向軌道。車輛也引進了大量新型封閉式車輛。隨著業務的擴大，1915年由韓日瓦斯會社變更為京城電氣株式會社，路線也迅速增加。
然而，這樣的好表現並沒有得到當地社會的應有回報，尤其是密集在西大門和麻浦的韓國人收費較高，而密集在龍山的日本人收費較低，也引起了公眾的爭議。此外，首爾的人口在經歷了一段直到1920年的停滯期後迅速膨脹，導致首爾人滿為患，大量棚戶區居住在沒有房屋的茅屋中，出現交通堵塞。此外，隨著京城的巴士運營的實施，競爭也開始了。為應對這種情況，採取了引入半強制轉向架車輛、城市車站直通車等對策，但均無濟於事。但是，也做了一些改進，例如通過直通車清理城市中擁擠的車站。
隨後，由於抗日戰爭和二戰的爆發，電車業務逐漸走向破產。檢查沒有進行到位，車輛的改進或更換也極其停滯。據說軌道和電力設施也嚴重過度勞累。

### 從光復到退役
隨著日本佔領的失敗，京城電氣株式會社的有軌電車業務與其他業務一起由韓國人經營。然而，另一方面，由於戰時動員期的過度使用和為光復喜悅歡呼的市民騷亂，有軌電車遭受了苦難。光復後的半個月裡，營運車輛從101輛銳減至59輛。另外，首爾的密度也因北韓歸國僑胞和外國人而大幅增加，有軌電車運行更加殘酷。 再加上因左翼對立而引發的混亂，工會罷工、怠工，接二連三的破壞，到1947年，每天只開27輛電車。此後，隨著集體協議等情況好轉，利用率從27輛恢復，到1948年，已有133輛投入使用。
但這種正常化的努力卻因為韓戰的爆發而遭到了嚴重的破壞。據了解，戰爭損失嚴重，46,204m延長軌道中5,128m受損，227輛車中104輛被燒毀，電車線全部被破壞。之後開始修復，1952年6月2日投入67輛，除了漢江大橋區間外，全線都可以恢復運行，但這是接近應急修復的情况，由於各種零部件和資料的不足，老年化傾向逐漸出現。
與此同時，在這次戰爭恢復過程中，美國於1952年6月19日提供了40輛電車。其中20輛由釜山電車使用，其餘20輛由首爾特別市政廳接管並分派至各條線路。1953年追加經費與釜山電車一起購買配件，到1957年又恢復了31輛。1956年又得到了53輛電車的支援，其中36輛由京城電力收購。
到1960年代，電車業務陷入困境，在車輛逐漸老化和投資的同時，電車價格被凍結，導致電車業務出現大量虧損。此外，該設施還專注於緊急恢復和維修，新車的引進保持在可以忽略不計的水平。鋼軌的平均使用壽命也為38年，超過了20年的使用壽命。381號車也屬於這196輛電車的其中之一。此外，人工成本和道路佔用費的增加加劇了業務赤字，隨著車輛數量的大幅增加，有軌電車因速度緩慢和頻繁故障而導致道路擁堵。經不起這樣的打擊，京城電力試圖接管該市的電車業務，但每次都被拒絕。
最終，儘管在市民的遷徙權問題上一直存在爭議，但首爾有軌電車的拆除計劃順應了全球廢除的趨勢。1966年，首爾市長金賢玉決定解決交通問題，但從長遠來看，以通過地鐵建設解決的想法決定拆除。雖然這個決定是迅速做出的，但實際準備工作沒有做好，因此據說遭遇了相當大的困難，包括工會的反對。1966年6月1日，有軌電車業務從韓國電力公司（1961年由京城電力等3家會社合併成立）轉移至首爾特別市政廳經營，西大門至鐘路十字路口的有軌電車服務暫停。從那時起，南大門和孝子洞之間的路線幾乎無法通行，因為美國總統詹森訪問期間，由於道路維護，混凝土直接覆蓋在軌道上。
此後，截至1967年10月5日，電車票價上漲100%，但其餘路段仍維持運營。後來，在1967年9月宣布的“五年電車現代化計劃”中，有計劃將每條生產線遷往郊區，這一點得到了極大的強調。在城市化和廢止過程中，有軌電車業務的工人被轉移到公營巴士或首爾特別市政廳下屬的每個營業所。除此之外，通過計程車公司等再就業，雇傭問題告一段落。
1968年11月30日首爾有軌電車全線午夜停運。 此後，直到1974年首都圈地鐵通車為止，首爾的城市交通完全依賴巴士。

## 年表

### 大韓帝國時期
- 1898年2月19日－通過從科爾布蘭、博斯特維克和大韓帝國獲得電氣業務權，成立漢城電氣會社。
- 1898年12月25日－西大門至清涼里段興建一條單線鐵路。
- 1899年日期不詳－鐘路至南大門段興建一條單線鐵路。
- 1899年5月17日－首爾有軌電車正式開通。
- 1901年1月－南大門至舊龍山段建興一條單線鐵路。
- 1901年7月－西大門和南大門段建立了一條單線鐵路路線。是從南大門以支線形式分支，經過七白路和義州路（朝鲜语：통일로）到西大門前電車終點站的環形路線，但不到2-3年就被廢除[12]。
- 1909年6月23日－出售給韓日瓦斯會社。

### 日佔時期
- 1910年7月21日 - 在舊龍山和新龍山段興建一條單線鐵路。
- 1910年8月26日－鐘路和東子洞段的興建雙線鐵路。
- 1911年12月7日－雙線鐵路工程正式展開。
- 1912年2月12日－南大門至京城站段興建雙線鐵路。
- 1912年3月23日－新龍山線改建為雙線鐵路。
- 1912 年6月3日－新設元曉路（朝鲜语：원효로）線（日佔時期為元町段）雙線鐵路。
- 1912年6月25日－新設乙支路2街至6街（日佔時期為小金町區間線）段雙線鐵路。
- 1912年12月6日－新設乙支路6街至光熙門線。
- 1914年6月8日－新設往十里線。
- 1915年8月26日－新設光化門至義州路段雙線鐵路。
- 1916年10月30日－新設鐘路4街和昌慶宮段雙線鐵路。
- 1920年11月8日－新設乙支路入口連接線路。
- 1920年11月27日－新設京城站至西大門郵局（朝鲜语：서대문우체국）區間線。
- 1921年6月23日－新設東大門至光熙門段。
- 1923年8月20日－新設鐘路至安國洞（英语：Anguk-dong）段。
- 1926年3月30日－新設光化門至前中央廳（總督府）雙線鐵路。
- 1926年4月19日－新設奬忠壇（朝鲜语：장충단공원）線。
- 1927年12月19日－新設前中央廳（總督府）至積善洞（朝鲜语：적선동）之間雙線鐵路。
- 1928年9月18日－新設賽馬場線雙線鐵路。
- 1928年10月17日－新設南大門至光化門段。
- 1929年7月10日－新設清凉里洞迴轉延長線。
- 1929年8月5日－鐘路至安國洞段改建為雙線鐵路。
- 1929年9月3日－新設新龍山至漢江大橋段。
- 1934年5月17日－龍山西（韓語：용산서）至舊龍山段改建為雙線鐵路。
- 1934年10月3日－清涼里線建為雙線鐵路。
- 1935年9月23日－新設獨立門至靈川段。
- 1936年8月31日－新設西大門和麻浦段雙線鐵路。
- 1937年8月14日－新設漢江大橋至鷺樑津洞（朝鲜语：노량진동）段
- 1941年7月21日－新設昌慶宮至敦巖洞（朝鲜语：돈암동）十字路口段。

### 光復後
- 1945年8月15日－在光復的同時，韓國政府接管了電車業務。
- 1950年日期不詳－韓戰爆發，電車停止運行。
- 1952年6月2日－電車服務恢復。
- 1952年7月3日－開始引入美國製造的車輛，永登浦至鷺梁津洞線開通。
- 1958年日期不詳－恢復完成及最長營業距離達成。
- 1961年7月1日－韓國電力公社通過整合三個電力公社：京城電力、朝鮮電力（조선전기）和南鮮電力（남선전기）而成立。與此同時，韓國電力開始運營首爾有軌電車業務。
- 1963年5月30日－從日本富士車輛（日语：富士車輌）引進8輛新車，並更換舊車。
- 1963年日期不詳－麻浦車廠軌道擴建、西大門、首爾站、道南洞線等。
- 1964年日期不詳－首爾新門路（朝鲜语：신문로）2街軌道工程、乙支路4街路口維修工作和東大門前軌道維修工作開始。
- 1965年日期不詳－從日本引進35輛新車，更換舊式車輛。
- 1966年4月4日－首爾市長金賢玉承諾減少首爾的交通擁堵，宣布將拆除有軌電車作為中期措施。
- 1966年6月1日－電車業務從韓國電力公社轉移到首爾特別市政廳。
- 1966年6月2日－由於世宗大路地下道的建設，西大門和鍾路路口之間以及南大門和孝子洞（朝鲜语：효자동 (전주시)）段暫停運營。
- 1966年9月30日－世宗大路地下道完工，西大門和鍾路十字路口之間的服務恢復。
- 1967年9月20日－發表《電車現代化5年計劃》（전차 현대화 5개년 계획）。
- 1968年11月30日－當天午夜，電車停止運行，首爾有軌電車正式停駛營運。

## 電車路線
雖然具體的車輛運行系統尚不清楚，但通過路線圖和《韓國電力百年歷史》（한국전기백년사）的記載可以確認的運行區間如下。
- 主線：清涼里↔東大門↔世宗大路
- 西大門－麻浦線：世宗大路↔西大門↔麻浦
- 乙支路線：乙支路6街↔乙支路入口↔南大門
- 孝子洞線：孝子洞↔世宗大路
- 往十里線：乙支路6街↔往十里
- 新龍山－舊龍山線：南大門↔南營洞↔新龍山、南營洞↔元曉路
- 鷺梁津－永登浦線：新龍山↔鷺梁津↔永登浦
- 義州路線：南大門路5街↔西大門↔靈川
- 昌慶宮－敦巖洞線：鐘路4街↔昌慶宮↔敦巖洞
- 鐘路4街↔乙支路4街線
- 東大門↔乙支路6街線

電車車廠如下：
- 麻浦車廠
- 東大門車廠
- 三角地車廠
- 永登浦車廠

## 營運概況
開通時，首爾有軌電車並沒有單獨設站，當想上車或想下車的乘客招手時，列車就停下來處理乘客。為此，據說售票員有一個專用的機械票價計算器，並分別計算每位乘客的票價。
這種管道在使用時間不太長的情况下，轉變成一般有站的有軌電車售賣方式，票價也改為上車前在售票處提前購票的方式，或售票員收取車費。這種方法一直保持到它被取消沒有大的變化。
以所謂的電車走走停停系統運行，在所有車站停靠。然而，在1930年代，由於首爾人滿為患和車站設置過多，表達速度和處理能力下降，因此嘗試在一些市中心地區不經停地通行。據說是在鐘路和其他地區的某些站點在某些時間段內不使用的方式進行的。不過，似乎並沒有因為不平等而一直維持下去，後來認為這個問題是通過取消和調整一些停靠點來解決的。
光復後，由於社會混亂、高齡化、人口流失等原因，沒有嘗試這種駕駛方式，只以各車站停車管道運行。

## 搬遷計劃
雖然沒有實現，但在廢除首爾有軌電車之前就制定了搬遷計劃。搬遷計劃於1967年作為五年計劃公佈，旨在取消阻礙市中心交通的有軌電車，並將其搬遷到市外交通嚴重問題的地區。這裡涵蓋的路線是：
- 靈川↔佛光洞（朝鲜语：불광동）↔葛峴洞（朝鲜语：갈현동）
- 往十里↔華陽洞（朝鲜语：화양리）
- 清涼里↔面牧洞（朝鲜语：면목동）
- 永登浦↔禾谷洞（朝鲜语：화곡동）

不過，據說上述計劃是為了逃避首爾方面廢除有軌電車的政治責任而倉促制定的，據說由於建設成本過高，實現的可能性不大。

## 車隊

### 大韓帝國時期
大韓帝國首爾電車中使用的車輛包括8輛敞篷車和1輛貴賓車。從那時起，它繼續僅作為開放式車輛推出。在敞篷車的情況下，上層是在車輛中央放置隔板的地方，下層是前後部分沒有外牆的地方。據說上層的車室是專供女性使用的。目前已無車輛剩餘，有僅恢復形狀的車輛。
貴賓車輛用於高宗國王訪問洪陵時使用。不過，好像因為它的形狀像是贈品，所以用的並不多。目前，沒有關於真實事物的照片或數據。除此之外還有馬車等，但不傳達實物。

### 日佔時期
日佔時期引進的車輛為有牆體等的箱式車輛，早期採用兩軸。此後，日本大阪引入了反強制轉向架以應對擁堵。381號電車也是在1930年由日本車輛製造引入的，該車輛一直運行到它被廢止之前。

### 光復後
伴隨著日佔時期的車輛，從美國洛杉磯和亞特蘭大購入二手車，年底又從日本車輛引進了新車，各種車輛混動經營。當時，車輛主要根據車輛的大小分為小型、中型和大型車輛。車號是根據三位數分配的。
1950年代在亞特蘭大和洛杉磯使用的電車投入使用。這些車輛是從廢除路線或引入新有軌電車後遺留下來的車輛中以援助的形式獲得的。與此同時，還引入了許多零件，有助於解決車輛操作的困難。從亞特蘭大市引進的車輛編號為405至424號，來自洛杉磯的車輛編號為425至464號。
之後，在1960年代，與日本的富士車輛簽訂車輛引進合同而引進。1963年5月30日，引進10輛新車，2輛分配給釜山電車，8輛分配更換舊車。此外，1965年制定了引進80台的計劃，其中35台引進並與小型汽車互換運行（分配細節未知）。但是，1968年，隨著有軌電車的運行被廢除，這些車輛在引進數年後就沒有了用途，剩下的合约數量似乎停止了引進。
此外，截至1962年，還有2輛灑水車和1輛貨車。此外，所謂的“花車”，往往是通過改裝現有電車來操作的。

### 塗裝
除了目前保存的黃藍車漆外，還確定了白青色和白藍車漆的車輛。此外，還有一些車輛塗有不尋常的塗色。

### 現存車輛

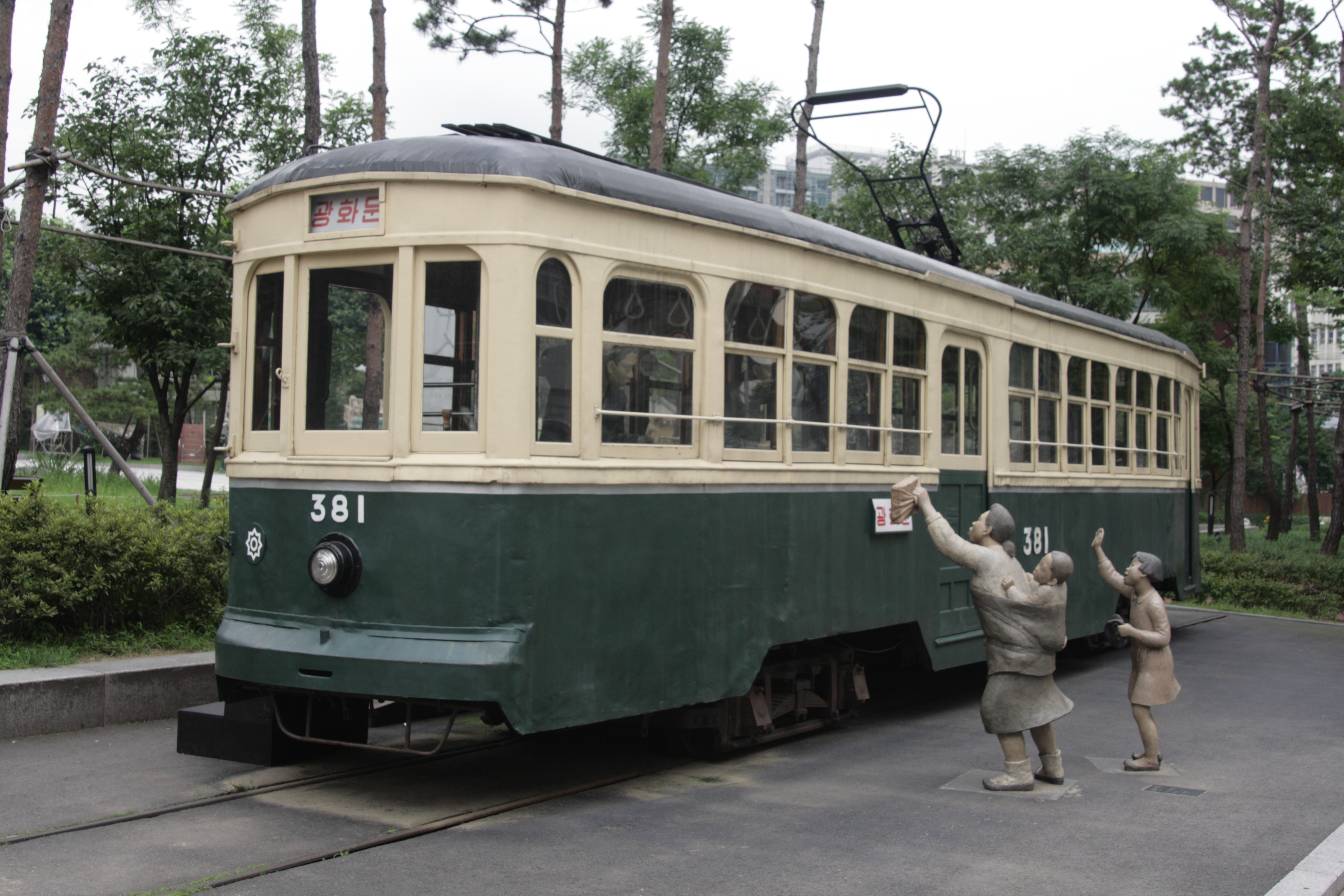
位於首爾歷史博物館前收藏的381號電車

目前首爾有軌電車現存的電車僅剩兩輛，一輛是363號電車，另一輛是381號電車。反強制轉向架電車363號現存於首爾市立科學館，目前保存狀態極差，塗裝為黃綠色。另一輛半強制四輪轉向架電車381號現存於首爾歷史博物館，目前保存狀態非常良好，塗裝為象牙白，銀色和綠松石色。該車輛原本保存在首爾兒童大公園內，後來狀況不佳，2007年12月移至首爾歷史博物館，經過18個月的車型修復保存處理後，但沒有恢復到原來的樣子。為了新增最初製作的形態的復原，於是新增搭乘電車乘客的假人來呈現1960年代的形態復原，目前正在靜態展示中。

## 外部連接
- ソウルの路面電車の興亡盛衰[]-ソウル市ホームページ
- 路面電車 （页面存档备份，存于）-サイト「釜山でお昼を」、ソウル市電に関する記述もあり
- 栗原景「韓国　鉄道の旅　80年以上ソウルを見守る市電381号電車 （页面存档备份，存于）」.統一日報（日语：統一日報）－2011年6月29日